# John Thomson (futbolista)
John Thompson (Kirkcaldy, Escocia, 28 de enero de 1909) fue un futbolista escocés. Jugaba en la posición de guardameta. Falleció el 5 de septiembre de 1931 en un choque accidental durante un partido.

## Trayectoria
Thompson creció en la comunidad minera de Cardenden. Fue miembro de la Iglesia de Cristo, una iglesia evangélica. Era muy aficionado al fútbol, y se convirtió en pieza importante para el Celtic FC y para la Selección de Escocia. El 5 de septiembre de 1931, durante un encuentro entre el Celtic FC y el Rangers FC en el Ibrox Stadium, en el inicio de la segunda mitad Thomson y un jugador del Rangers, Sam English, fueron por la pelota al mismo tiempo y la cabeza de Thomson chocó con la rodilla de English, fracturándose el cráneo. Thomson fue sacado del campo en camilla, la mayoría de la gente pensó que el solo estaba fuertemente golpeado, pero algunos pocos que observaron sus heridas sospecharon lo peor. Uno de los jugadores del Rangers que estudió medicina mencionó que al momento de verlo supo que no tenía muchas probabilidades de vivir. El partido siguió y terminó con un 0-0. Thomson murió en el Hospital Victoria. Su muerte sorprendió a mucha gente, hay una canción muy conocida en honor al futbolista denominada La Canción de John Thomson. 

## Selección nacional
Fue internacional con la selección de fútbol de Escocia en 8 ocasiones.

## Clubes
| Club      | País    | Año         |
| --------- | ------- | ----------- |
| Celtic FC | Escocia | 1927 - 1931 |

- Datos: Q932330
- Multimedia: John Thomson (footballer, born 1909) / Q932330